# Blaise Pascal

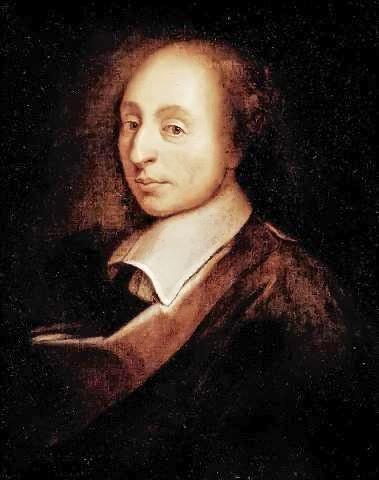
Blaise Pascal (Gemälde entstanden 1691)

Blaise Pascal [blɛz paskal] (* 19. Juni 1623 in Clermont-Ferrand; † 19. August 1662 in Paris) war ein französischer Mathematiker, Physiker, Literat, Erfinder und christlicher Philosoph.

## Leben und Schaffen

### Kindheit und Jugend
Pascal stammte aus einer alten, in zweiter Generation amtsadeligen Familie der Auvergne. Sein Vater Étienne Pascal (1588–1651) hatte in Paris Jura studiert und etwas später das Amt des zweiten Vorsitzenden Richters am Obersten Steuergerichtshof, Cour des Aides der Auvergne in Clermont-Ferrand gekauft. Die Mutter, Antoinette Begon, kam aus einer wohlhabenden Kaufmannsfamilie, die ebenfalls in den Amtsadel strebte.
Pascal hatte zwei Schwestern, die drei Jahre ältere Gilberte (die später seine Nachlassverwalterin und erste Biographin wurde) sowie die zwei Jahre jüngere Jacqueline, von deren Geburt sich die Mutter nicht erholte, so dass Pascal mit drei Jahren Halbwaise wurde. Als er acht war, zog die Familie samt Kinderfrau nach Paris, weil der Vater den Kindern, d. h. vor allem dem sichtlich hochbegabten Jungen, bessere Entfaltungsmöglichkeiten schaffen wollte. Sein Richteramt verkaufte er an einen Bruder und legte sein Vermögen in Staatsanleihen an.
Pascal war von Kindheit an kränklich. Er wurde deshalb von seinem hochgebildeten und naturkundlich interessierten Vater selbst sowie von Hauslehrern unterrichtet. Bereits mit zwölf Jahren bewies er sein hervorragendes mathematisches Talent und fand danach durch seinen Vater, der in Pariser Gelehrten- und Literatenzirkeln verkehrte, Anschluss an den Kreis von Mathematikern und Naturforschern um den Père Mersenne, wo er als 16-Jähriger mit einer Arbeit über Kegelschnitte beeindruckte.
1639 wurde der Vater verdächtigt, Mitorganisator eines Protests von Betroffenen gegen Zinsmanipulationen des Staates zu sein. Er zog es vor, unterzutauchen und aus Paris zu flüchten. Ende 1639 wurde er jedoch dank der Fürsprache hochstehender Personen von Richelieu begnadigt und durfte diesem sogar seinen Sohn vorstellen.

### Rouen

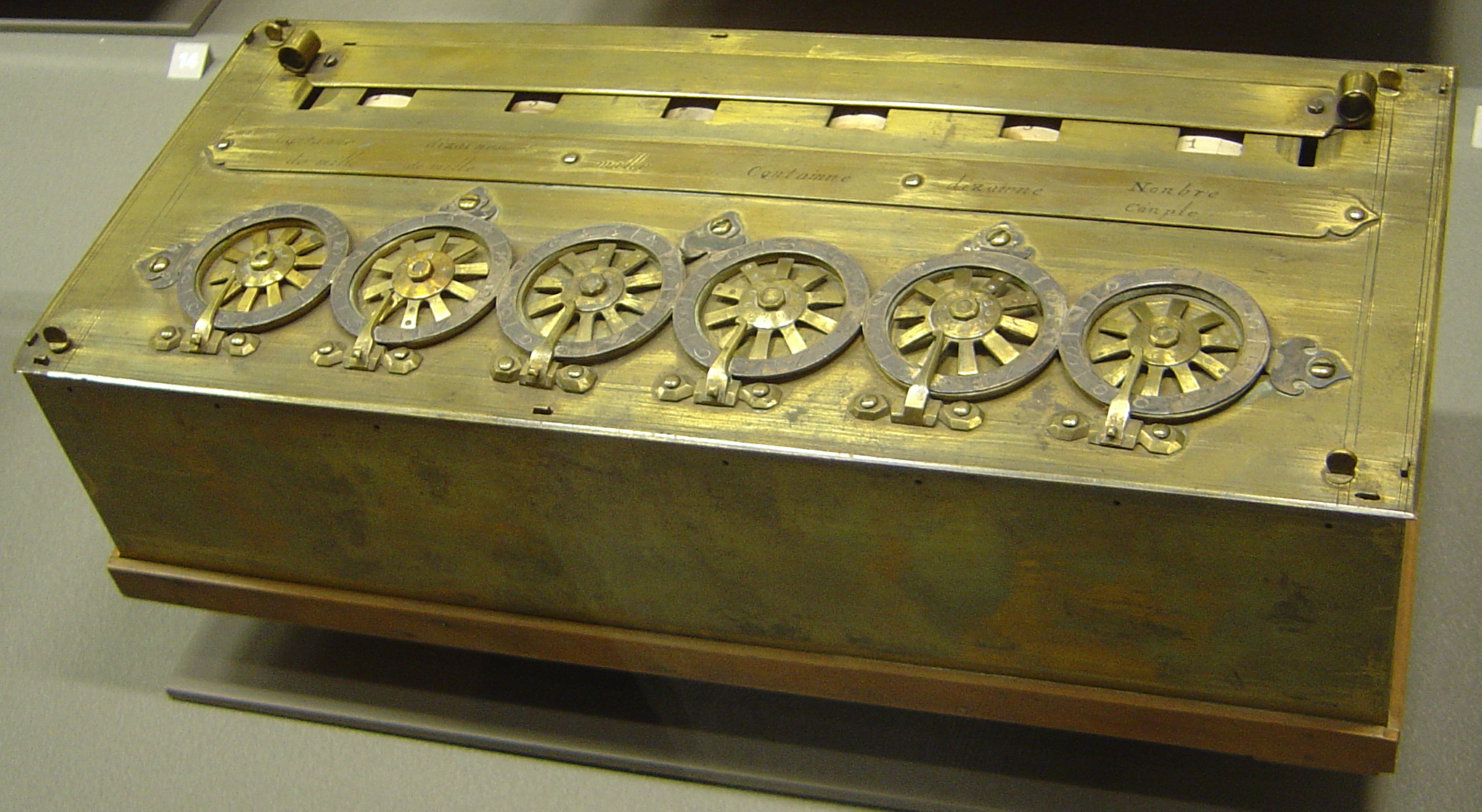
Pascaline aus dem Jahr 1652

1640 wurde der Vater zum königlichen Kommissar und obersten Steuereinnehmer für die Normandie in Rouen ernannt. Hier erfand Pascal 1642 für ihn eine mechanische Rechenmaschine, die später Pascaline genannt wurde und als eine der ältesten Rechenmaschinen gilt. Sie ermöglichte zunächst nur Additionen, wurde im Lauf der nächsten zehn Jahre aber ständig verbessert und konnte schließlich auch subtrahieren (Zweispeziesrechner). Die Maschine arbeitete auf der Basis von Zahnrädern. Pascal erhielt ein Patent auf sie, doch der Reichtum, den er sich von der Erfindung und einer eigenen kleinen Firma erhoffte, blieb aus. Die mühsam einzeln handgefertigten Maschinen (neun von ca. fünfzig Exemplaren sind noch vorhanden) waren zu teuer, um größeren Absatz zu finden.
In Rouen, einer Universitätsstadt mit Appellationsgericht und reicher Kaufmannschaft, zählte die Familie Pascal zur guten Gesellschaft, auch wenn sich der Vater mit seiner unnachgiebigen Amtsausübung nicht immer Freunde machte. In diesem Milieu bewegten sich Pascal und seine literarisch begabte jüngere Schwester Jacqueline, deren dichterische Versuche von dem Dramatiker Pierre Corneille gefördert wurden, mit selbstbewusster Eleganz. Die Schwester Gilberte heiratete 1641 einen jungen Verwandten, Florin Périer, den sich ihr Vater als Assistent aus Clermont-Ferrand geholt hatte.
1646, während der Rekonvaleszenz des Vaters nach einem Unfall, kam die bis dahin nur schwach religiöse Familie in Kontakt mit den Lehren des holländischen Reformbischofs Jansenius, der innerhalb der katholischen Kirche eine an Augustinus orientierte, Calvins Vorstellungen ähnelnde Gnadenlehre vertrat. Vater, Sohn und Töchter wurden fromm. Jacqueline beschloss sogar, Nonne zu werden. Pascal, der unter Lähmungserscheinungen an den Beinen und ständigen Schmerzen litt, interpretierte seine Krankheit als ein Zeichen Gottes und begann, ein asketisches Leben zu führen.
Anfang 1647 demonstrierte er den Eifer seiner neuen Frömmigkeit, als er den Erzbischof von Rouen nötigte, einen Priesterkandidaten zu maßregeln, der vor ihm und Freunden eine rationalistische Sicht der Religion vertreten hatte.
Pascal führte weiterhin naturwissenschaftlich-mathematische Studien. So wiederholte er noch 1646 erfolgreich die schon 1643 von Evangelista Torricelli angestellten Versuche zum Nachweis des Vakuums, dessen Existenz man bis dahin für unmöglich gehalten hatte, und publizierte 1647 seine Ergebnisse in der Abhandlung Traité sur le vide (siehe auch Leere in der Leere).

### Die Pariser Zeit
Ab Mai 1647 lebte er mit Jacqueline und wenig später auch mit dem Vater überwiegend wieder in Paris, wo er führende Jansenisten kontaktierte, aber auch seine Forschungen weiterführte. Angesichts des Widerstandes vieler Philosophen und Naturforscher, unter anderem von Descartes, den er Ende September 1647 mehrfach in Paris traf, diskutierte er die Frage des Vakuums (siehe auch Äther) aber nur noch indirekt, so in einer Abhandlung über den Luftdruck. 1648 maß sein Schwager Périer auf dem 1465 Meter hohen Berg Puy de Dôme in Pascals Auftrag den Luftdruck, um dessen Abhängigkeit von der Höhe zu beweisen. 1648 begründete Pascal in einer weiteren Abhandlung das Gesetz der kommunizierenden Röhren.
Als im Frühjahr 1649 die Wirren der Fronde das Leben in Paris erschwerten, wichen die Pascals bis Herbst 1650 zu den Périers in die Auvergne aus.
Im Herbst 1651 starb Pascals Vater. Jacqueline ging kurz danach, gegen den Wunsch des Verstorbenen und auch ihres Bruders, in das streng jansenistische Kloster Port Royal in Paris.
Pascal war nun zum ersten Mal auf sich allein gestellt. Da er, wenn auch nicht reich, so doch wohlhabend und adelig war, begann er als junger Mann von Welt in der Pariser Gesellschaft zu verkehren und befreundete sich mit dem philosophisch interessierten jungen Duc de Roannez. Dieser nahm ihn 1652, zusammen mit einigen seiner freidenkerischen Freunde, darunter der Chevalier de Méré, zu einer längeren Reise mit, auf der Pascal in die neuere Philosophie eingeführt wurde, aber auch in die Kunst geselliger Konversation. Dank seines Verkehrs im schöngeistigen Salon der Madame de Sablé befasste er sich auch eingehend mit der belletristischen Literatur seiner Zeit. Er dachte kurz sogar an den Kauf eines Amtes und ans Heiraten. Ein ihm lange zugeschriebener, weil gewissermaßen in diese mondäne Lebensphase passender anonymer Discours sur les passions de l’amour („Abhandlung über die Leidenschaften der Liebe“) stammt aber nicht von ihm.
1653 verfasste er eine Abhandlung über den Luftdruck, in der zum ersten Mal in der Wissenschaftsgeschichte die Hydrostatik umfassend behandelt wird.
Mit seinen neuen Bekannten, besonders dem Chevalier de Méré, führte Pascal auch Diskussionen über die Gewinnchancen im Glücksspiel, einem typisch adeligen Zeitvertreib. Dies brachte ihn 1653 dazu, sich der Wahrscheinlichkeitsrechnung zuzuwenden, die er 1654 im brieflichen Austausch mit dem Toulouser Richter und großen Mathematiker Pierre de Fermat vorantrieb. Sie untersuchten vorwiegend Würfelspiele. Zugleich beschäftigte er sich mit weiteren mathematischen Problemen und publizierte 1654 verschiedene Abhandlungen: den Traité du triangle arithmétique über das Pascalsche Dreieck und die Binomialkoeffizienten, worin er auch erstmals das Beweisprinzip der vollständigen Induktion explizit formulierte, den Traité des ordres numériques über Zahlenordnungen und die Combinaisons über Zahlenkombinationen.

Pascalsches Dreieck. Jede Zahl ist die Summe der beiden direkt darüberliegenden. Binomialkoeffizient.

### Im Umfeld von Port-Royal
Im Herbst 1654 wurde Pascal von einer depressiven Verstimmung erfasst. Er näherte sich Jacqueline wieder an, besuchte sie häufig im Kloster und zog in ein anderes Viertel, um sich seinen mondänen Freunden zu entziehen. Immerhin arbeitete er weiter an mathematischen und anderen wissenschaftlichen Fragestellungen. Am 23. November (möglicherweise nach einem Unfall mit seiner Kutsche, der aber nicht verlässlich bezeugt ist) hatte er ein religiöses Erweckungserlebnis, das er noch nachts auf einem erhaltenen Blatt Papier, dem Mémorial, aufzuzeichnen versuchte.
Hiernach zog er sich aus der Pariser Gesellschaft zurück, um sich ganz seiner Frömmigkeit hinzugeben. Seinen einzigen Umgang stellten nunmehr die jansenistischen „Einsiedler“ (franz. solitaires) dar. Das waren Gelehrte und Theologen, die sich im Umkreis des Klosters Port-Royal des Champs niedergelassen hatten und die er häufig besuchte. Um 1655 führte er hier das legendäre Gespräch mit seinem neuen Beichtvater Louis-Isaac Lemaistre de Sacy (1613–1684) Entretien avec M. de Saci sur Épictète et Montaigne (1655), worin er zwischen den beiden Polen der montaigneschen Skepsis und der stoischen Ethik Epiktets schon eine Skizze der Anthropologie bietet, die er später in den Pensées entwickeln sollte.
Die 1656 erfolgte Heilung seiner Nichte Marguerite Périer, die nach einem Besuch in Port Royal von einem Geschwür am Auge befreit worden war, bestärkte Pascals Glauben zusätzlich. Zugleich begann er, im gelehrten Dialog mit den solitaires, insbesondere Antoine Arnauld oder Pierre Nicole, religiös und theologisch motivierte Schriften zu verfassen. Nebenher befasste er sich auch weiterhin mit praktischen Fragen, so 1655 mit der Didaktik des Erstlesens für die Schule, die die solitaires betrieben.
Mit seiner sogenannten „zweiten Bekehrung“ (vgl. das Mémorial) war er in eine Situation eingetreten, in der die orthodox frommen und rigoros moralischen Jansenisten den laxeren und konzilianteren, aber auch machtbewussten Jesuiten ein Ärgernis geworden waren. Als es 1655 zum offenen Streit kam, weil Arnauld als Jansenist aus der theologischen Fakultät der Pariser Sorbonne ausgeschlossen wurde, mischte Pascal sich ein und verfasste 1656/57 achtzehn anonyme satirisch-polemische Sendbriefe. Diese waren sehr erfolgreich und wurden 1657 in Holland unter dem Titel Provinciales, ou Lettres de Louis de Montalte à un provincial de ses amis et aux R. R. PP. Jésuites sur la morale et la politique de ces pères („Provinzlerbriefe, oder Briefe von L. de M. an einen befreundeten Provinzler sowie an die Jesuiten über die Moral und die Politik dieser Patres“) auch als Buch gedruckt. Es handelt sich um Briefe eines fiktiven Paris-Reisenden namens Montalte, von denen die ersten zehn an einen fiktiven Freund in der heimatlichen Provinz gerichtet sind, die nächsten sechs an die Pariser Jesuitenpatres insgesamt und die letzten beiden speziell an den Beichtvater des Königs. In diesen Briefen beschreibt Montalte zunächst in der Rolle eines theologisch unbeschlagenen und naiven jungen Adeligen, wie Jesuiten ihm altklug und herablassend ihre Theologie erklären; später, nachdem er quasi seine Lektion gelernt hat, beginnt er mit ihnen zu diskutieren und so scharfsinnig wie witzig ihre Lehren ad absurdum zu führen. Pascal persiflierte und attackierte so die zwar gewissermaßen verbraucherfreundliche, aber tendenziell opportunistische und oft spitzfindige Theologie – die berühmte Kasuistik – der Jesuiten und entlarvte ihren sehr weltlichen Machthunger. Die Lettres provinciales hatten, obwohl sie nach der Nr. 5 verboten wurden, bei Erscheinen der Buchausgabe auf den Index kamen und 1660 sogar vom Henker verbrannt wurden, großen und langandauernden Erfolg und bedeuteten längerfristig den Anfang vom Ende der Allmacht der Jesuiten, zumindest in Frankreich. Wegen ihrer Klarheit und Präzision gelten sie als ein Meisterwerk der französischen Prosa, das ihrem Autor einen Platz unter den Klassikern der französischen Literaturgeschichte verschaffte.
Weniger bekannt wurden die vier bissigen Streitschriften, mit denen sich Pascal 1658 (neben Arnauld und Nicole) in eine Fehde zwischen jansenistisch orientierten Pariser Pfarrern und den Jesuiten einschaltete.

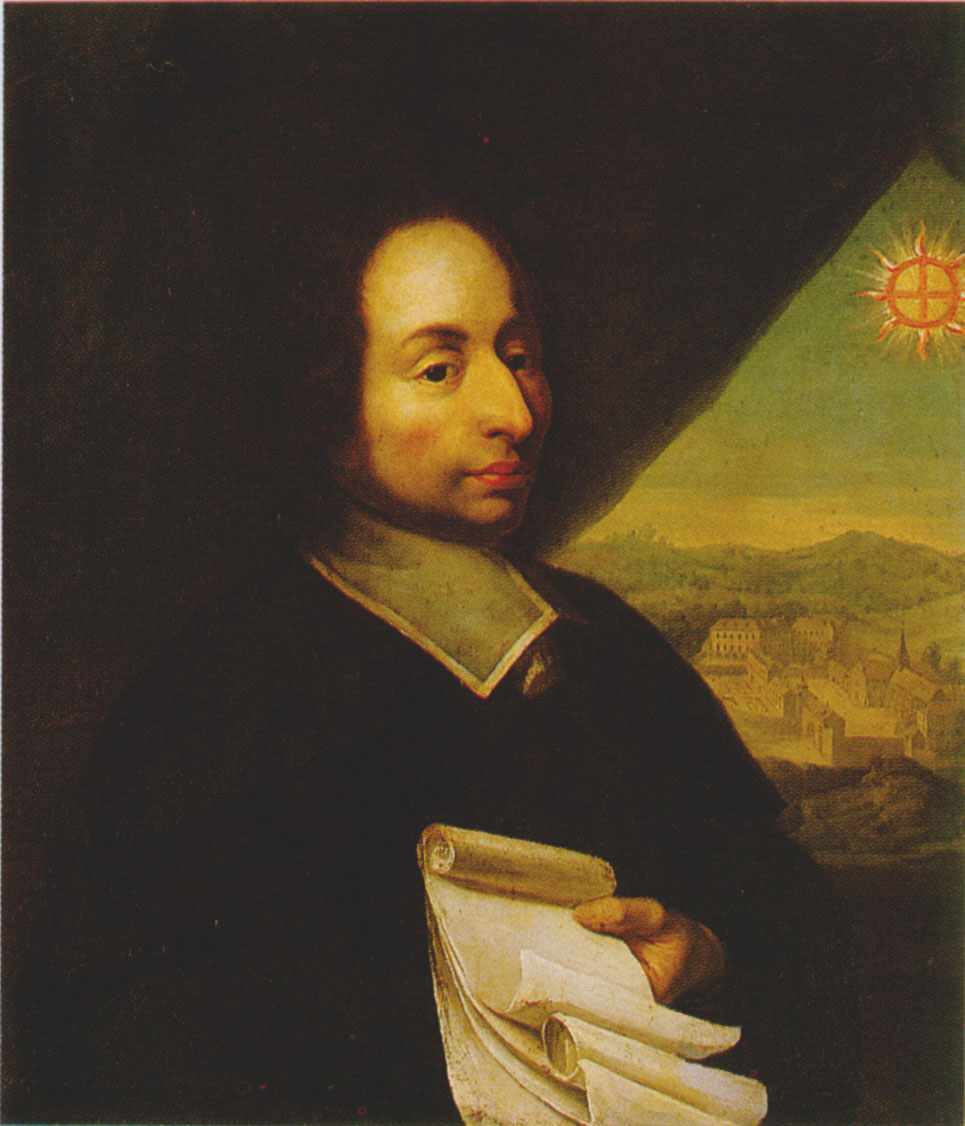
Blaise Pascal

Kurzfristig behielten allerdings die Jesuiten mit Hilfe von König und Papst die Oberhand, was die nächsten Jahre Pascals verdüsterte. Denn während viele seiner Gesinnungsfreunde unter dem Druck der obrigkeitlichen Schikanen einknickten oder taktierten, blieb er unbeugsam.
In dieser Situation begann Pascal 1658, systematischer an einer großen Apologie der christlichen Religion zu arbeiten. Für sie, die später unter dem Namen Pensées bekannt wurde, hatte er sich 1656 erste Notizen gemacht. Ihre Grundlinien sind in den 1657 verfassten, aber unvollendeten Écrits sur la grâce („Schriften über die Gnade“) zu finden, wo er die von den Jansenisten vertretene Form der augustinischen Gnadenlehre als Mitte zwischen der fast fatalistischen calvinistischen Prädestinationslehre und der optimistischen jesuitischen Gnadenlehre darstellt und dem freien Willen des Menschen die Entscheidung über sein Heil zugesteht. Denn für Pascal gilt: „Jener, der uns ohne uns geschaffen hat, kann uns nicht ohne uns retten“.
Neben seiner Arbeit an den Pensées betrieb Pascal immer wieder mathematische Studien. So berechnete er 1658 die Fläche unter der Zykloide mit den Methoden von Cavalieri sowie das Volumen des Rotationskörpers, der bei Drehung der Zykloide um die x-Achse entsteht. Nachdem er selbst die Lösung gefunden hatte, veranstaltete er ein Preisausschreiben zu dem Problem, was ihm viele (unzureichende) Vorschläge und eine heftige Polemik mit einem Unzufriedenen eintrug.
1659 erschienen seine Schrift Traité des sinus des quarts de cercle (Abhandlung über den Sinus des Viertelkreises). Als 1673 Gottfried Wilhelm Leibniz diese Arbeit in Paris las, empfing er eine entscheidende Anregung zur Entwicklung der Differential- und Integralrechnung durch die Betrachtung der speziellen Gedanken Pascals, die Leibniz allgemeiner verwendete, indem er Pascals Kreis als Krümmungskreis an die einzelnen Punkte einer beliebigen Funktion oder Funktionskurve auffasste. Leibniz sagt, er habe darin ein Licht gesehen, das der Autor nicht bemerkt habe. Daher stammt der Begriff charakteristisches Dreieck.
Mit seiner ohnehin schlechten Gesundheit ging es in diesen Jahren immer rascher bergab, vermutlich auch aufgrund seiner äußerst asketischen, ihn zusätzlich schwächenden Lebensweise. So konnte er 1659 viele Wochen nicht arbeiten. Trotzdem war er im selben Jahr Mitglied eines Komitees, das eine neue Bibelübersetzung zu initiieren versuchte. 1660 verbrachte er mehrere Monate als Rekonvaleszent auf einem Schlösschen seiner älteren Schwester und seines Schwagers bei Clermont.
Anfang 1662 gründete er zusammen mit seinem Freund Roannez und weiteren Unternehmern ein Droschkenunternehmen („Les carrosses à cinq sous“ – „Fünfgroschenkutschen“), das den Beginn des öffentlichen Nahverkehrs weltweit markierte, jedoch nach wenigen Jahren scheiterte.

### Tod
Am 4. Oktober 1661 starb Pascals jüngere Schwester Jacqueline. Nach ihrem Tod verschlimmerte sich seine Krankheit und sein emotionaler Zustand litt stark. Im Sommer 1662 ließ er seinen recht ansehnlichen Hausstand zugunsten mildtätiger Zwecke verkaufen. Am 18. August 1662 wand er sich in Krämpfen und empfing die Krankensalbung. Er starb am nächsten Morgen im Alter von nur 39 Jahren und 2 Monaten im Pariser Haus der Périers. Seine letzten Worte sollen „Möge Gott mich niemals verlassen“ gewesen sein.

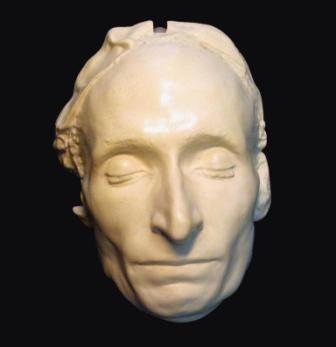
Kopie Totenmaske Blaise Pascal

 In seinem Mantelsaum fand man eingenäht ein Stück Papier, das als das Mémorial des Blaise Pascal berühmt geworden ist. Darin versuchte er in Ausrufen und stammelnden Worten, seine mystische Erfahrung in Worte zu fassen. In ihr erfuhr er den Gott Abrahams, Isaaks und Jakobs, nicht den der Philosophen und Gelehrten.

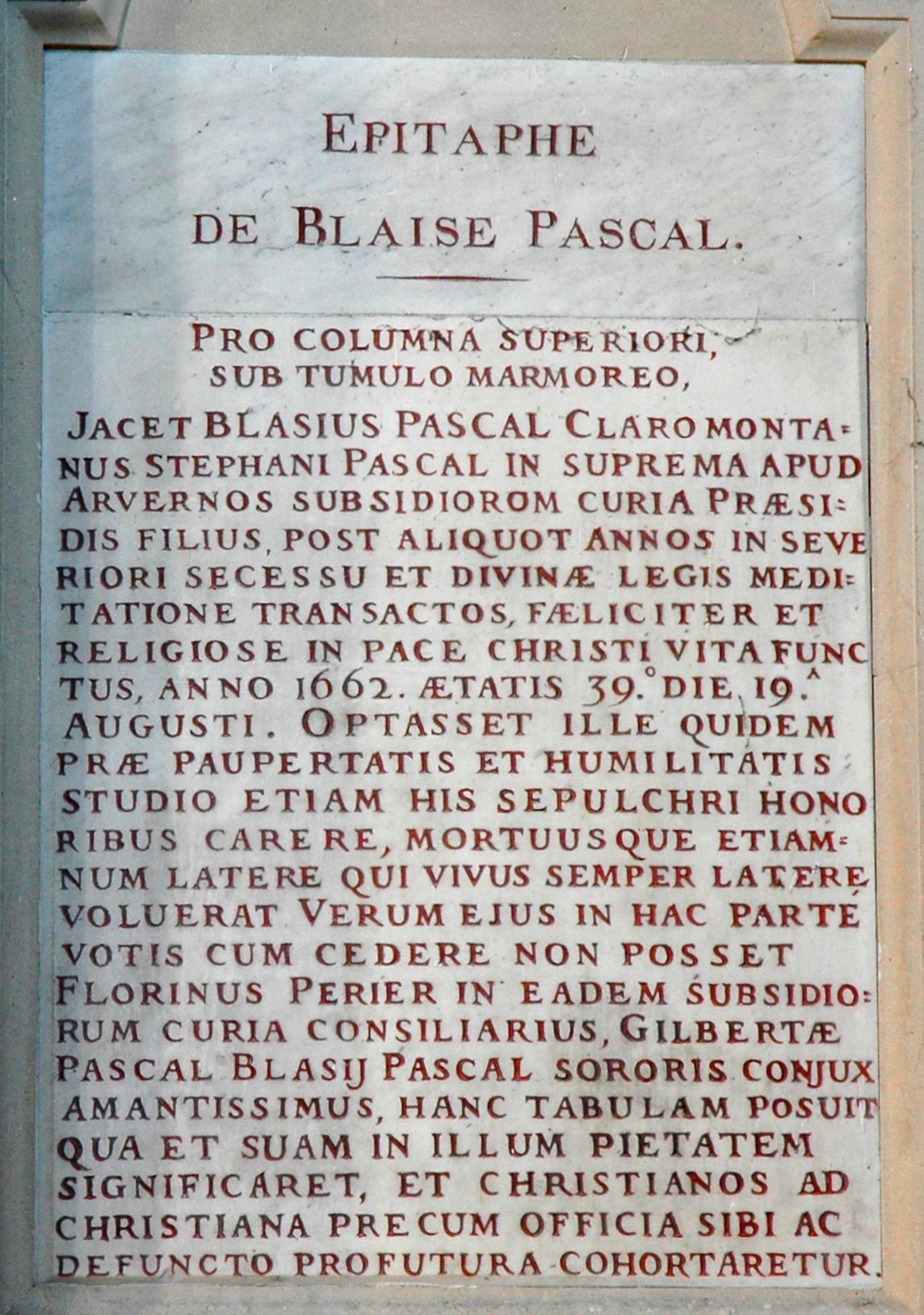
Epitaph von Pascal in der Kirche St-Étienne-du-Mont im 5. Arrondissement von Paris

Eine nach seinem Tod durchgeführte Obduktion ergab schwerwiegende Probleme mit seinem Magen und anderen Organen seines Bauches sowie eine Schädigung seines Gehirns. Dabei wurde die Ursache seines Todes nie genau bestimmt, obwohl sich die Spekulation auf Tuberkulose, Magenkrebs oder eine Kombination aus beiden konzentriert. Die Kopfschmerzen, von denen er zeitlebens betroffen war, werden im Allgemeinen auf seine Hirnläsion zurückgeführt.
Die sterblichen Überreste Blaise Pascals ruhen in der Pfarrkirche St-Étienne-du-Mont hinter dem Chor „vor einer aufragenden Säule unter einem Grabstein aus Marmor ...“, wie das Epitaph es sagt.

## Gedenken
Von 1968 bis 1993 wurde in Frankreich eine 500-Francs-Banknote produziert, die dem Werk und Andenken Pascals gewidmet ist und Informationen aus seinem Leben darstellt. Auf der Vorderseite ist neben einem Porträt des Physikers die Tour Saint-Jacques abgebildet. Als Wasserzeichen dient eine Abbildung seiner Totenmaske, die im Kloster Port Royal aufbewahrt wird, welches seinerseits auf der Rückseite des Geldscheins erscheint.
Das Konterfei Pascals schmückt zudem verschiedene Briefmarken.
Die Schokoladenmanufaktur Chocolat Poulain widmete Pascal eine Verpackung aus ihrer Bildungs-Serie.

## DiePensées

### Entstehung und Ausgaben des Textes
Pascal konnte durch seinen frühen Tod die geplante große Apologie nicht fertigstellen. Er hinterließ nur Notizen und Fragmente, rund 1000 Zettel in rund 60 Bündeln, auf deren Grundlage 1670 von jansenistischen Freunden eine Ausgabe unter dem Titel Pensées sur la religion et sur quelques autres sujets („Gedanken über die Religion und über einige andere Themen“) besorgt wurde. Diese Erstausgabe ist verdienstvoll, weil die Herausgeber – ungewöhnlich für die Epoche – ein unfertiges Werk veröffentlichten und es dadurch zugänglich zu machen versuchten. Sie ist aber problematisch insofern, als jene sich nicht am Originaltext orientierten, obwohl er als Autograph, wenn auch nur in Zettelform, erhalten war, sondern eine der beiden Abschriften benutzten, die die Périers kurz nach Pascals Tod von den Zettelbündeln anfertigen ließen. Sie ist noch problematischer dadurch, dass man das erhaltene Textmaterial nach unterschiedlichen Kriterien kürzte und, anders als die benutzte Abschrift, die die Anordnung der Zettel und Bündel weitgehend beibehalten hatte, eine neue eigene, vermeintlich plausiblere Ordnung der Fragmente einführte.
Die modernen Ausgaben sind Resultat einer philologischen Erfolgsgeschichte des 19. und 20. Jahrhunderts. Diese beginnt damit, dass der Philosoph Victor Cousin 1842 in einem Bericht an die Académie française auf die Notwendigkeit einer neuen Edition der Pensées hinwies angesichts der offensichtlichen Unzulänglichkeit der Erstausgabe, der bis dahin alle Herausgeber gefolgt waren, wenn auch meist unter nochmaligen Kürzungen und/oder weiteren Umstellungen. Tatsächlich versuchte noch 1844 Prosper Faugère erstmals eine komplette Edition nach den originalen Zetteln Pascals, die er jedoch weitgehend frei nach inhaltlichen Kriterien zu Abschnitten und Unterabschnitten neu ordnete. Dieses Prinzip wurde fortgesetzt und vermeintlich jeweils perfektioniert von weiteren Herausgebern, deren bekanntester Léon Brunschvicg mit seiner Ausgabe von 1897 bis 1904 wurde.
Um 1930 trennte sich die Forschung von dem etablierten Irrtum, dass Pascals Zettel letztlich nicht geordnet gewesen seien. Vielmehr erkannte man, dass zumindest 27 Bündel (nach der 1. Kopie bzw. 28 nach der 2. Kopie, d. h. rund 400 Zettel) ebenso vielen von Pascal intendierten Kapiteln entsprachen und durchaus eine interne Ordnung aufweisen. Auch andere Bündel stellten sich als homogener und geordneter heraus als bis dahin gedacht, so dass man zu Editionen überging (insbesondere Louis Lafuma, 1952 u.ö. nach der sog. 1. Kopie; 1976 Philippe Sellier nach der 2. Kopie, die – da in fortlaufender Folge geschrieben – den Nachlasszustand genauer wiedergibt als die in einzelnen Faszikeln zu Editionszwecken angefertigte erste Kopie), die im Text den Autographen entsprechen und in der Anordnung weitgehend den beiden Abschriften folgen (denn 1710/11 hatte Pascals Neffe Louis Périer in bester Absicht alle Zettel umsortiert und auf große Bögen geklebt). Neuere Forschungen haben zudem mit philologischen Mitteln (Wasserzeichenanalyse etc.) auch den Entstehungszusammenhang der Fragmente deutlicher herausarbeiten können (Pol Ernst, 1991).
Diese neueren Editionen sind Rekonstruktionen des Nachlasszustandes und des Denkens sowie der Ordnungsabsichten Pascals für das Material zu diesem Zeitpunkt. Die Frage, wie das Werk ausgesehen hätte, wenn Pascal es hätte vollenden können (und ob er es je hätte fertigstellen können), bleibt offen.

### Inhaltlicher Überblick
Die erwähnten 27 bzw. 28 Kapitel zeigen den Weg, den Pascal in der Argumentation seiner Apologie des Christentums verfolgen wollte. Die Apologie ist zweigeteilt: „Erster Teil: Elend des Menschen ohne Gott. Zweiter Teil. Glückseligkeit des Menschen mit Gott“ (Laf. 6). Die Kapitel zeichnen zuerst unter den Überschriften „Nichtigkeit – Elend – Langeweile – Gegensätze – Zerstreuung“ usw. ein dramatisches Bild der menschlichen Lage, mit brillanten paradoxen, ironischen Formulierungen ausgeführt, wenden sich dann den Philosophen auf der Suche nach dem „höchsten Gut“ zu und finden die Auflösung der Aporien der menschlichen Existenz im Christentum. Der folgende historisch-theologische Teil nutzt ausführlich die Elemente der Exegese der Kirchenväter, wie sie Port-Royal – allerdings in einer „modernen“, sehr historisierenden Form – übermittelte, und steht damit nicht auf dem Boden neuzeitlich historisch-kritischer Bibelexegese, die damals allerdings erst mit Richard Simon entstand. Pascal argumentiert mit der Kontinuität der in der Heiligen Schrift bezeugten Heilsgeschichte, der typologischen Auslegung der Prophezeiungen (als Hinweise auf das Erscheinen des Christus/Messias), der „Beständigkeit“ der jüdischen Religion (das Prinzip, dass die wahre Religion von Anfang der Schöpfung an vorhanden sein muss, vgl. Augustinus von Hippo, Retractationes 1,12,3) und dem hermeneutischen Prinzip der Liebe als Schlüssel der Heiligen Schrift (Laf. 270). Der „Beweis“ führt nicht direkt zum Glauben, er ist allerdings ein „Werkzeug“ (Laf. 7) der Gnade. Ziel der Apologie Pascals ist die Bekehrung von Atheisten oder Zweiflern.
Im geordneten Material der Pensées finden sich die großen ausgearbeiteten anthropologischen Texte „Mißverhältnis des Menschen“ (Laf. 199) über die Lage des Menschen zwischen dem unendlich Kleinen und dem unendlich Großen, „Zerstreuung“ (Laf. 136) über die Ablenkung vom Nachdenken über die wirkliche, durch Elend und Tod geprägte Lage durch Vergnügen und Zerstreuung u. a. Die Einheit des Pascalschen Denkens von seinen mathematischen bis zu seinen theologischen Schriften macht das berühmte Fragment über die drei Ordnungen der Körper, des Geistes und der Liebe beziehungsweise Heiligkeit (Laf. 308) deutlich. Nicht in eines der 27 bzw. 28 Kapitel eingeordnet findet sich die Pascalsche Wette, gemäß der der Glaube an Gott nicht nur richtig, sondern auch vernünftig ist, denn: „Wenn Ihr gewinnt, so gewinnt Ihr alles, und wenn Ihr verliert, so verliert Ihr nichts“ (Laf. 418). Nach Pascals Notizen (Laf. 11) ist sie wie der „Einleitungs-Text“ über die Suche nach Gott (Laf. 427) dem Gedankengang voranzustellen (Vgl. Selliers Ausgabe der Penséss „d'après l'«ordre» pascalien“, 2004).

## Rezeption
Während einer Epoche, die bereits klar auf der Trennung von Glauben und Wissen bestand, vertrat Pascal in seinem Leben und Werk das Prinzip der Einheit allen Seins. Für ihn bedeutete die Beschäftigung sowohl mit naturwissenschaftlichen Problemen als auch mit philosophischen und theologischen Fragen keinerlei Widerspruch; alles das diente ihm zur unmittelbaren Vertiefung seiner Kenntnisse. Seine Wahrnehmung der „intelligence/raison du coeur“ – nur das Zusammenspiel von Verstand und Herz könne Grundlage menschlichen Erkennens sein – als wesentlichste Form der umfassenden Erkenntnis wird von seinen Anhängern als visionär und über die Zeiten hinweg beispielgebend erfasst.
Bis heute gilt Pascal als wortgewaltiger Apologet des Christentums und Verfechter einer tiefen christlichen Ethik. Kritiker des Christentums wie der Abbé Meslier oder Voltaire haben ihn daher früh als hochrangigen Gegner attackiert. 1793 wurde sein Grab in der Kirche St-Étienne-du-Mont geschändet.
Johann Wolfgang von Goethe autorisierte in seiner „Werkausgabe letzter Hand“ eine 1772 gedruckte – wahrscheinlich nicht von ihm stammende – Rezension mit der Aussage: „Wir müssen es einmal sagen: Voltaire, Hume, La Mettrie, Helvetius, Rousseau und ihre ganze Schule, haben der Moralität und der Religion lange nicht so viel geschadet, als der strenge, kranke Pascal und seine Schule.“
Friedrich Nietzsche setzte sich zeitlebens mit Pascal auseinander. Für ihn ist Pascal „der bewunderungswürdige Logiker des Christenthums“; „Pascal, den ich beinahe liebe, weil er mich unendlich belehrt hat: der einzige logische Christ“. Es finden sich Urteile, die sowohl Bewunderung als auch Ablehnung ausdrücken: Nietzsche sah in Pascal, wie auch in Schopenhauer, so etwas wie einen würdigen Gegner. Er sah auch eine inhaltliche Verbindung zwischen diesen beiden: „ohne den christlichen Glauben, meinte Pascal, werdet ihr euch selbst, ebenso wie die Natur und die Geschichte, ‚un monstre et un chaos‘. Diese Prophezeiung haben wir erfüllt: nachdem das schwächlich-optimistische 18. Jahrhundert den Menschen verhübscht und verrationalisiert hatte […] in einem wesentlichen Sinn ist Schopenhauer der Erste, der die Bewegung Pascals wieder aufnimmt […] unsre Unfähigkeit, die Wahrheit zu erkennen, ist die Folge unsrer Verderbniß, unsres moralischen Verfalls: so Pascal. Und so im Grunde Schopenhauer.“ In Pascal kann Nietzsche seine Kritik des Christentums lokalisieren: „Man soll es dem Christenthum nie vergeben, daß es solche Menschen wie Pascal zugrunde gerichtet hat. […] Was wir am Christenthum bekämpfen? Daß es die Starken zerbrechen will, daß es ihren Muth entmuthigen, ihre schlechten Stunden und Müdigkeiten ausnützen, ihre stolze Sicherheit in Unruhe und Gewissensnoth verkehren will […] bis die Starken an den Ausschweifungen der Selbstverachtung und der Selbstmißhandlung zu Grunde gehn: jene schauerliche Art des Zugrundegehens, deren berühmtestes Beispiel Pascal abgiebt.“
Moderne Kritiker wie der sonst vergleichsweise zurückhaltende Aldous Huxley gingen in ihrer Kritik weiter, allerdings in psychologisierender Weise. Pascal habe aus seiner Not – seinen körperlichen Gebrechen sowie seiner Unfähigkeit, echte Leidenschaft zu empfinden – eine Tugend gemacht und dies mit heiligen Worten getarnt. Schlimmer noch: er habe seinen beachtlichen Verstand dazu benutzt, um andere dazu zu ermuntern, eine gleichermaßen diesseits-feindliche Weltanschauung einzunehmen. Zitate von Pascal wie: „Sich vom Mittelweg zu entfernen, heißt, sich von der Menschheit zu entfernen“ und anderes mehr verleiteten lediglich dazu, ihn als gemäßigten Denker im aristotelischen Sinne zu verstehen. Huxley vertritt die Auffassung, dass dies nur eine theoretische Seite Pascals gewesen sei. Im eigentlichen Leben, also so, wie es sich in dessen Lebensalltag auch nachweislich darstellte, sei Pascal sehr konsequent gewesen – heute würde man sagen: fundamentalistisch. Worte aus der Feder Pascals wie: „Siechtum […] ist der natürliche Zustand eines Christen; denn im Siechtum ist ein Mensch, wie er immer sein sollte“ gäben die düstere Haltung des Philosophen wieder. Pascal gelte aufgrund seiner brillanten Formulierungen und den beeindruckend geschilderten spirituellen Erlebnissen als Vorkämpfer einer hehren Sache, während er – was seine christlich-philosophische Seite anbelangt – nur ein kranker Asket gewesen sei. Im Gegensatz zu Nietzsche habe er sich nicht gegen seine Gebrechen gestemmt, sondern sie als willkommene Indizien für ein wertloses irdisches Leben benutzt, so Huxley.
Philosophiebezogen ist Karl Löwiths Wiederaufnahme der Kritik Voltaires und seine Beschäftigung mit der „Apologie“ oder die Pascal kritisch interpretierende Einstellung seines Werks in die Geschichte der modernen Funktionsontologie durch Heinrich Rombach. Theologisch gewichtig sind etwa die große Interpretation Hans Urs von Balthasars in seinem Werk „Herrlichkeit“ oder Romano Guardinis „Christliches Bewußtsein: Versuche über Pascal“. Die letztgenannten Interpreten machen keine punktuellen Bemerkungen zu ausgewählten Fragestellungen von Person und Werk, sondern beschäftigen sich mit dem gesamten hinterlassenen Œuvre. Eine umfangreiche Pascal-Forschung gibt es nicht nur in Frankreich, sondern etwa auch in den Vereinigten Staaten oder in Japan.
Die Evangelische Kirche in Deutschland ehrt Pascal mit einem Gedenktag im Evangelischen Namenkalender am 19. August. Im Juli 2017 erregte die Nachricht Aufsehen, Papst Franziskus befürworte eine Seligsprechung Pascals.

## Pascal als Namensgeber
Nach Pascal sind benannt:

### Physik
- Pascal, die physikalische Einheit des Drucks, wegen Pascals Versuchen zum Luftdruck
- das Pascalsche Paradoxon, ein scheinbares Paradoxon in der Hydrostatik
- das Pascalsche Gesetz, siehe hydrostatischer Druck

### Mathematik
- der Satz von Pascal, ein Satz zur Geometrie der Kegelschnitte
- das Pascalsche Dreieck, eine grafische Darstellung im Bereich Kombinatorik
- die Pascal-Verteilung in der Wahrscheinlichkeitstheorie, die meistens negative Binomialverteilung genannt wird

### Informatik
- die Pascaline, die 1642 von Pascal erfundene Rechenmaschine
- die Programmiersprachen Pascal und Object Pascal, wegen seiner Erfindung einer Rechenmaschine

### Philosophie
- die Pascalsche Wette, ein Argument für den Glauben an Gott

### Astronomie
- der Mondkrater Pascal, 1964 von der IAU nach Pascal benannt
- der Asteroid (4500) Pascal, 1991 nach Pascal benannt

### Sonstiges
In Deutschland sind mehrere Schulen nach Pascal benannt worden; etwa das Pascalgymnasium in Münster, ebenso in Frankreich wie das Lycée Blaise-Pascal de Nouméa. Außerdem tragen zahlreich Straßen in Frankreich seinen Namen wie die rue Blaise Pascal in Paris. 1857 wurde für ihn in Paris auch eine 2,80 m hohe Statue aus Marmor eingeweiht.

## Werke (Auswahl)

### Französische Originaltitel
- Essai pour les coniques. (1640)
- Expériences nouvelles touchant le vide. (1647)
- Récit de la grande expérience de l’équilibre des liqueurs. (1648)[21]
- Traité du triangle arithmétique. (1654)[22]
- Les Provinciales. (Briefe 1656–1657)
- Élément de géométrie. (1657)
- De l’Esprit géométrique et de l’Art de persuader. (1657)
- Histoire de la roulette. (1658)
- L’Art de persuader. (1660)
- Pensées sur la religion et autres sujets (1669, posthum)

### Deutsche Übersetzungen
Eine Gesamtübersetzung des literarischen Werkes (ohne die naturwissenschaftlichen Schriften) existiert nur in elektronischer Form:
- Pascal im Kontext. Werke auf CD-ROM – Französisch/Deutsch. Übersetzt von Ulrich Kunzmann. Worm, Berlin 2003 (= Literatur im Kontext auf CD-ROM 19), ISBN 3-932094-35-2.

Die derzeit maßgeblichen Buchausgaben des literarischen Werks auf Deutsch:
- Jean-Robert Armogathe (Hrsg.): Gedanken über die Religion und einige andere Themen / Blaise Pascal. Reclam (RUB 1622), Stuttgart 1997, ISBN 3-15-001622-3, S. 571.
- Gedanken. Übersetzt von Ulrich Kunzmann. Kommentar von Eduard Zwierlein. Suhrkamp (= Suhrkamp Studienbibliothek. Bd. 20), Berlin 2012, ISBN 978-3-518-27020-2.
- Pensées/Gedanken von Blaise Pascal. Übersetzt von Sylvia Schiewe. Ediert und kommentiert von Philippe Sellier. wbg (Wissenschaftliche Buchgesellschaft), Darmstadt 2016, ISBN 978-3-534-23298-7.
- Briefe in die Provinz = Les  provinciales (u. a.). Schneider, Heidelberg 1990, ISBN 3-7953-0603-5 (Band 3 der Werke).
- Briefe des Blaise Pascal. Hegner, Leipzig 1935.
- Albert Raffelt (Hrsg.): Kleine Schriften zur Religion und Philosophie. Meiner, Hamburg 2005, ISBN 3-7873-1769-4 (Philosophische Bibliothek 575).
- Gedanken. Nach der endgültigen Ausgabe übertragen von Wolfgang Rüttenauer. Einführung von Romano Guardini. Sammlung Dieterich Verlagsgesellschaft, Leipzig 1937, ISBN 3-88059-933-5 (Sammlung Dieterich Band 7; Lizenzausgabe für Parkland Verlag Köln 1997).